# تشارلز جونز (سياسي أسترالي)
تشارلز جونز (بالإنجليزية: Charles Jones)‏ هو سياسي أسترالي، ولد في 12 سبتمبر 1917 في نيوكاسل في أستراليا، وتوفي في 7 أغسطس 2003. حزبياً، نشط في حزب العمال الأسترالي.